# 264

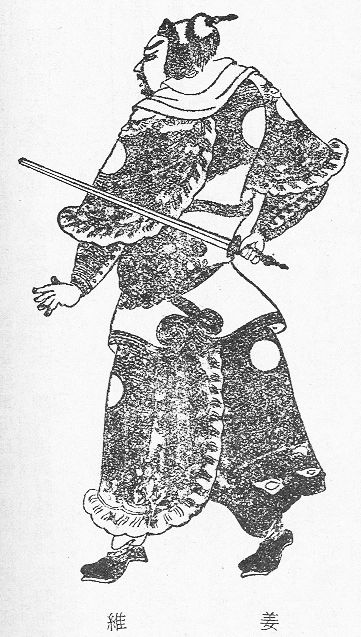
Jiang Wei (202 - 264)

Het jaar 264 is het 64e jaar in de 3e eeuw volgens de christelijke jaartelling.

## Gebeurtenissen

### Syrië
- Koning Odaenathus van Palmyra verovert de steden Carrhae en Nisibis, hij trekt dwars door Mesopotamië tot voor de poorten van Ctesiphon aan de Tigris. Odaenathus breidt zijn koninkrijk in het Oosten verder uit met delen van Irak.

### China
- Jiang Wei, regent van het koninkrijk Shu, leidt een opstand tegen het koninkrijk Wei. Het complot lekt uit door verraad en de Chinese opstandelingen worden geëxecuteerd.

## Overleden
- Deng Ai (67), Chinees generaal
- Deng Zhong (34), Chinees veldheer en zoon van Deng Ai
- Jiang Wei (62), Chinees veldheer en regent van het koninkrijk Shu